# Reguladetri
Regula de tri (av lat. regula de tribus 'regeln om tre', av regula här 'regel', de 'om' och tribus 'tre') förekom och användes redan under tidigt 500-tal, då indiska matematiker använde räknesättet för att lösa matematiska proportionalitetsproblem. Termen togs bort i den svenska skolmatematiken på 1960-talet och nu använder man enbart just begreppet proportionalitet.
Korsmultiplikation (eller regula de tri) är en algoritm som ofta används för till exempel enhetsomvandlingar, vid beräkning av rationella linjära ekvationer och inom proportionsläran. Den beskriver hur man med tre kända variabler, {\displaystyle a,b,c} bestämmer den fjärde -  {\displaystyle d} då de är proportionella. Proportionaliteten kan åskådliggöras på följande sätt

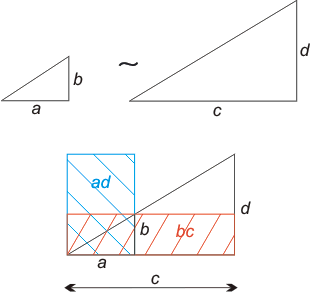
Bilden åskådliggör analogin på geometriskt vis; proportionaliteten samt hur kateterna förhåller sig till varandra.

{\displaystyle {\frac {a}{b}}={\frac {c}{d}}\qquad {\begin{cases}a,b,c,d\neq 0\end{cases}}}{\displaystyle \}} 
eller
{\displaystyle a:b=c:d}
som utläses: {\displaystyle a} förhåller sig till {\displaystyle b}, som {\displaystyle c} förhåller sig till {\displaystyle d}. Enligt Reguladetri gäller att för en ekvation som ser ut på följande vis
{\displaystyle {\frac {a}{b}}={\frac {c}{x}}}
där den eftersökta variabeln finnes i högerledets nämnare, löses variabeln ut genom
{\displaystyle x={\frac {bc}{a}}.}

## Tillämpning
Ekvationen kan skrivas om för att representera ett exempel från verkliga livet där man tar hänsyn till proportionerna.
Exempel: Om en bil kan köras 90km på tre timmar, hur långt kan den köras på sju timmar?
Problemet löses genom ovanstående ekvation.
{\displaystyle {\frac {90\ \mathrm {km} }{3\ \mathrm {h} }}={\frac {x\ \mathrm {km} }{7\ \mathrm {h} }}\quad }
Reguladetri används här för att direkt beräkna variabeln x.
{\displaystyle x={\frac {90\ \mathrm {km} \times 7\ \mathrm {h} }{3\ \mathrm {h} }}=210\ \mathrm {km} }

## Källförteckning
1. ↑  Nationalencyklopedin 2010-05-07
2. ↑  Nordisk familjebok (1889) Arkiverad 29 maj 2010 hämtat från the Wayback Machine.